# جيمس إي. نوغينت
جيمس إي. نوغينت (بالإنجليزية: James E. Nugent)‏ هو محامي وسياسي أمريكي، ولد في 24 يونيو 1922 بسان أنجيلو في الولايات المتحدة، وتوفي في 17 يوليو 2016 بأوستن في الولايات المتحدة. حزبياً، نشط في الحزب الديمقراطي. وقد انتخب عضو مجلس نواب تكساس.